# Evisceration Plague
Evisceration Plague (englisch für Ausweidungsseuche) ist das elfte Studioalbum der US-amerikanischen Death-Metal-Band Cannibal Corpse.
Das Album wurde von der Band im September und Oktober des Jahres 2008 in den Mana Recording Studios in Saint Petersburg, Florida aufgenommen und via Metal Blade Records am 30. Januar 2009 in Deutschland, Österreich, Italien und der Schweiz, am 2. Februar 2009 im Rest Europas veröffentlicht. Produziert und abgemischt wurde es von Erik Rutan, der selbst als Death-Metal-Musiker tätig ist (Hate Eternal, ex-Morbid Angel) und 2006 auch schon das letzte Album der Band, Kill, produzierte. Nebenbei fungierte Rutan noch als Gastmusiker auf Evisceration Plague, nämlich spielte er ein Gitarrensolo für das Lied „Unnatural“ ein. Das Cover-Artwork des Albums stammt von Vincent Locke, der auch für alle anderen Album-Artworks in der Bandgeschichte verantwortlich war. Genau wie bei „Kill“ wurde in Deutschland für dieses Album kein gesondertes, entschärftes Cover angefertigt. Außerdem wurden die Liedtexte im Booklet abgedruckt.
Evisceration Plague ist nach Kill das zweite Album, das die Band in dem aktuellen Line-up mit George Fisher als Sänger, Pat O’Brien und Rob Barrett an den Gitarren, Paul Mazurkiewicz als Schlagzeuger und Alex Webster als Bassist aufgenommen hat.
Das Album wurde Anfang Mai 2010 von der Bundesprüfstelle für jugendgefährdende Medien auf den Index gesetzt. Als Begründung wurde angegeben, dass die Lieder A Cauldron of Hate, Beheading and Burning, Evidence in the Furnace, Evisceration Plaque, Unnatural und Skewered from Ear to Eye als gewaltverherrlichend, Priests of Sodom als unsittlich zu bewerten seien.

Es ist damit das vierte in Deutschland indizierte Cannibal Corpse-Studioalbum, sowie gleichzeitig das zweite Album der Band, das auf Liste B des Index gesetzt wurde. Zudem war es das erste Mal seit 1995, dass wieder ein Cannibal Corpse-Studioalbum auf dem Index landete.

## Titelliste
1. Priests of Sodom – 3:31
2. Scalding Hail – 1:46
3. To Decompose – 3:03
4. A Cauldron of Hate – 4:59
5. Beheading and Burning – 2:15
6. Evidence in the Furnace – 2:48
7. Carnivorous Swarm – 3:36
8. Evisceration Plague – 4:30
9. Shatter Their Bones – 3:35
10. Carrion Sculpted Entity – 2:33
11. Unnatural – 2:22
12. Skewered from Ear to Eye – 3:49

Zusätzlich enthält die europäische Limited Edition des Albums den Song „Skull Fragment Armor“ als Bonustrack. Das Lied ist ein Überbleibsel aus der Songwriting-Phase zu dem 2004 erschienenen Album The Wretched Spawn und bisher ausschließlich auf diesem Weg veröffentlicht.

## Videoclips
Bisher wurde zu zwei Liedern aus dem Album Evisceration Plague Videoclips gedreht: dem Titelsong und dem Lied „Priests of Sodom“. (Stand: Juli 2010.) Regie führte Dale Resteghini, welcher auch mit Bands wie zum Beispiel Fall Out Boy, Mudvayne oder Hatebreed zusammenarbeitete.